# Кошмаківська сільська рада
Кошма́ківська сільська́ ра́да — адміністративно-територіальна одиниця та орган місцевого самоврядування в Корсунь-Шевченківському районі Черкаської області. Адміністративний центр — село Кошмак.

## Загальні відомості
- Населення ради: 658 осіб (станом на 2001 рік)

## Населені пункти
Сільській раді підпорядковані населені пункти:
- с. Кошмак
- с. Глушки
- с. Миропілля

## Склад ради
Рада складається з 15 депутатів та голови.
- Голова ради: Плашенко Микола Григорович
- Секретар ради: Конощук Надія Леонідівна

### Керівний склад попередніх скликань
| Прізвище, ім'я, по батькові | Основні відомості                                                                      | Дата обрання | Дата звільнення |
| --------------------------- | -------------------------------------------------------------------------------------- | ------------ | --------------- |
| Плашенко Микола Григорович  | Сільський голова, 1958 року народження, освіта вища, член Комуністичної партії України | 26.03.2006   | 31.10.2010      |
| Плашенко Микола Григорович  | Сільський голова, 1958 року народження, освіта вища, член Комуністичної партії України | 31.10.2010   |                 |

Примітка: таблиця складена за даними сайту Верховної Ради України

### Депутати
За результатами місцевих виборів 2010 року депутатами ради стали:

#### За суб'єктами висування
| Суб'єкт висування           | Кількість обраних депутатів | %    |
| --------------------------- | --------------------------- | ---- |
| Самовисування               | 7                           | 46,7 |
| Комуністична партія України | 3                           | 20   |
| Партія регіонів             | 3                           | 20   |
| Народна партія              | 1                           | 6,7  |
| Селянська партія України    | 1                           | 6,7  |

#### За округами
| № округу                    | Прізвище, ім'я, по батькові       | Дата визнання обраним | Освіта  | Партійна приналежність                | Відомості про обраного депутата                                              |
| --------------------------- | --------------------------------- | --------------------- | ------- | ------------------------------------- | ---------------------------------------------------------------------------- |
| Комуністична партія України |                                   |                       |         |                                       |                                                                              |
| 6                           | Мальченко Євгеній Захарович       | 05.11.2010            | середня | член Комуністичної партії України     | ЗАТ НВФ «Урожай», комірник                                                   |
| 10                          | Тепленко Анатолій Іванович        | 05.11.2010            | середня | член Комуністичної партії України     | ЗАТ НВФ «Урожай», шофер                                                      |
| 11                          | Динис Володимир Іванович          | 05.11.2010            | середня | член Комуністичної партії України     | Ощадбанк, охоронець                                                          |
| Народна Партія              |                                   |                       |         |                                       |                                                                              |
| 12                          | Конощук Надія Леонідівна          | 05.11.2010            | вища    | член Народної партії                  | Кошмаківська сільська рада, секретар                                         |
| Партія регіонів             |                                   |                       |         |                                       |                                                                              |
| 4                           | Побірченко Олексій Леонідович     | 05.11.2010            | середня | член Партії регіонів                  | КошмаківськийНВК, вчитель                                                    |
| 9                           | Ніколенко Григорій Васильович     | 05.11.2010            | середня | член Партії регіонів                  | ПЧ-8, майстер                                                                |
| 13                          | Белошев Михайло Васильович        | 05.11.2010            | середня | член Партії регіонів                  | пенсіонер                                                                    |
| Селянська партія України    |                                   |                       |         |                                       |                                                                              |
| 7                           | Бардадим Віктор Олександрович     | 05.11.2010            | вища    | член Селянської партії України        | приватний підприємець, ветеринарний лікар                                    |
| Самовисування               |                                   |                       |         |                                       |                                                                              |
| 1                           | Давиденко Олександр Семенович     | 05.11.2010            | середня | член Партії регіонів                  | Кошмаківський СБК, зав клуб                                                  |
| 2                           | Бортков Юрій Павлович             | 05.11.2010            | вища    | член Народної партії                  | Державна інспекція заготівель сільськогосподарських продуктів, держінспектор |
| 3                           | Бабенко Валентина Миколаївна      | 05.11.2010            | вища    | член Народної партії                  | Кошмаківська с\р, бухгалтер                                                  |
| 5                           | Суходольська Валентина Степанівна | 05.11.2010            | середня | член Партії регіонів                  | Територіальн.центр., соціальний працівник                                    |
| 8                           | Конощук Микола Петрович           | 05.11.2010            | вища    | член Народної партії                  | ЗАТ НВФ"Урожай", агроном                                                     |
| 14                          | Усик Ольга Григорівна             | 05.11.2010            | середня | член Партії регіонів                  | приватний підприємець                                                        |
| 15                          | Василенко Григорій Іванович       | 05.11.2010            | середня | член Політичної партії «Наша Україна» | пенсіонер                                                                    |